# 貝帕克 (紐約州)
貝帕克（英語：Bay Park）是位於美國紐約州拿騷縣的普查規定居民點。

## 人口
根據2020年美國人口普查的數據，貝帕克的面積為1.56平方千米，當中陸地面積為1.30平方千米，而水域面積為0.26平方千米。當地共有人口2117人，而人口密度為每平方千米1,357.05人。